# لوسي ديلاني
لوسي ديلاني (بالإنجليزية: Lucy Delaney)‏ هي كاتِبة أمريكية، ولدت في 1830 في سانت لويس في الولايات المتحدة، وتوفيت في 1890.